# Mona Lisa (chanson de Nat King Cole)
Pour les articles homonymes, voir Mona Lisa.
Singles de Nat King Cole
Nature Boy
(1948) Unforgettable (en)
(1952)
Mona Lisa est une chanson écrite par Ray Evans et Jay Livingston pour le film de la Paramount Pictures, Le Dénonciateur (titre original : Captain Carey, U.S.A.) sorti en 1950 et créée par Sergio de Karlo. Le titre et la chanson font référence au tableau Portrait de Mona Lisa de Léonard de Vinci. La chanson Mona Lisa reçoit l'Oscar de la meilleure chanson originale en 1951,. Elle est devenue populaire par la reprise de Nat King Cole en 1950.

## Version de Nat King Cole
L'arrangement musical est traité par Nelson Riddle, accompagné par Les Baxter et son orchestre.
L'enregistrement était à l'origine en face B de The Greatest Inventor of Them All. Dans un entretien du magazine American Songwriter, Jay Livingston rappelle que les publicités originales pour le disque ne mentionnaient même pas Mona Lisa.
La version de Nat King Cole reste huit semaines no 1 au classement des singles du Billboard, en 1950. La chanson est intronisée au Grammy Hall of Fame Award en 1992.
Nat King Cole indique que cette chanson fait partie de ses enregistrements favoris.

## Mona Lisaau cinéma
- 1950 : C'est Ray Evans et Jay Livingston qui composent Mona Lisa  pour Le Dénonciateur (film, 1950) de Mitchell Leisen, thriller se déroulant pendant et  juste après la Seconde Guerre mondiale[6].
- 1954 : Dans le film Fenêtre sur cour d'Alfred Hitchcock, on entend des fêtards chanter en chœur Mona Lisa lors d'une soirée chez le pianiste[7].
- 1986 : Dans  Mona Lisa (film, 1986) de Neil Jordan, Mona Lisa figure au générique de début et de fin [8].
- 2003 : Dans Le Sourire de Mona Lisa de Mike Newell, c'est Seal qui interprète la chanson[9].

## Source de la traduction
- (en) Cet article est partiellement ou en totalité issu de l’article de Wikipédia en anglais intitulé « Mona Lisa (Nat King Cole song) » (voir la liste des auteurs).